# Achille Etna Michallon

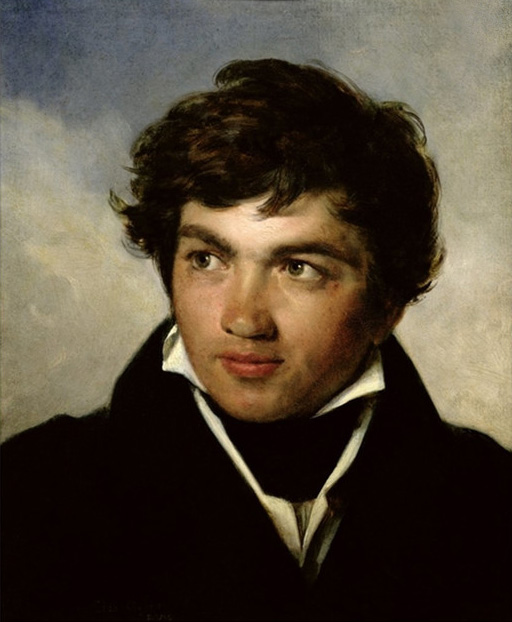
Achille Etna Michallon, porträtterad av Léon Cogniet.

Achille Etna Michallon, född den 22 oktober 1796 i Paris, död där den 24 september 1822, var en fransk målare. Han var son till bildhuggaren Claude Michallon.
Michallon, som främst var historie- och landskapsmålare, vann romerska priset 1817. Han var lärare till bland andra Camille Corot.